# Твалтвадзе, Григорий Александрович
Григо́рий Алекса́ндрович Твалтва́дзе (род. 2 мая 1959, Сухуми) — российский тележурналист, получивший основную известность как спортивный комментатор телеканалов ВГТРК («Россия-1» и «Россия-2»). Специализируется на комментировании таких видов спорта, как футбол, хоккей, кёрлинг, дзюдо, мини-футбол и борьба. Традиционно заканчивает свои репортажи фразой: «До будущих побед, друзья!».

## Биография
Родился 2 мая 1959 года в Сухуми в семье Александра Григорьевича Твалтвадзе, писателя и дипломата, также у него есть два брата — Леван и Тимур (Таймураз), которые также стали журналистами. По случаю рождения своего внука его дедушка-журналист купил единственный на всю их улицу телевизор, по которому все соседи смотрели у них футбол.
С детства занимался спортивной (борьбой), затем окончил Московский областной педагогический институт имени Н. К. Крупской, где был одним из руководителей факультетской и институтской самодеятельности. После окончания вуза преподавал историю в московской школе № 642.
После службы в Советской армии вернулся к педагогической деятельности. С 1981 года работал учителем, а затем завучем по воспитательной работе в средней школе № 565 города Москвы. Был директором школы № 855 города Москвы. Состоял в КПСС. В 1993 году ушёл из педагогики в бизнес, чтобы прокормить семью. Был генеральным директором фирмы, занимавшейся поставкой автозапчастей.
В 1997 году познакомился со спортивным продюсером недавно возникшего канала СТС Василием Кикнадзе, после чего начал работать на телевидении. Первой его авторской программой на телевидении был цикл передач «XX век. Страницы футбола» (еженедельная часовая программа, шедшая на этом канале в 1997—1998 годах). 
В 1999 году переходит вместе с Кикнадзе на ТВЦ, где дебютировал в качестве телекомментатора на футбольной игре «Торпедо» (Москва) — «Ростсельмаш», которую он обслуживал совместно с Геннадием Логофетом. В течение первой половины 2000 года был автором и ведущим программы «На пятачке». Уволился с этого канала после того, как на пост руководителя спортивной редакции телекомпании после годового перерыва вернулся Сергей Ческидов.
С середины 2000 года работал на телеканалах, входящих в государственный медиахолдинг ВГТРК. В июне того же года подстраховывал своих коллег из студии в Шаболовском телецентре во время матчей Евро 2000.
С января 2001 по декабрь 2005 года являлся автором и ведущим программы «Золотой пьедестал», рассказывавшей о судьбах известных спортсменов СССР и России. За 4 года создал 150 фильмов (программ) этого цикла. С 2001 по 2003 год программа выходила на телеканале «Культура», с 2003 по 2005 год на телеканале «Спорт».
В дальнейшем комментировал матчи двух чемпионатов мира по футболу (2002, 2006, в том числе и их финалы), Евро 2004, финал хоккейного Олимпийского турнира 2002 года.
С июня 2003 по октябрь 2015 года — комментатор трансляций и ведущий программ на телеканале ВГТРК «Спорт», позже переименованном в «Россия-2». Был голосом программ «Спортивный календарь» (изначально) и «Звёзды отечественного спорта». Работал на Олимпиадах в Афинах (2004), в том числе и на церемонии открытия, Турине (2006), Пекине (2008) и Ванкувере (2010), чемпионате мира по футболу 2010, Евро 2008 и многих других соревнованиях в России и за рубежом. Однако на чемпионат мира по футболу 2010 и Олимпийские игры в Ванкувере он не выезжал — все репортажи вёл из студии на Шаболовке. Также работал комментатором на XXX летних Олимпийских играх в Лондоне (2012). Свой последний крупный мировой футбольный турнир в карьере комментатора Твалтвадзе отработал в 2014 году в паре с Юрием Розановым — это был чемпионат мира по футболу в Бразилии для «МегаФона».
Автор нескольких документальных фильмов: «Рекорд» — фильм, посвященный покорителям Северного полюса (1999 г.), «Стена» (1998 г., победитель международного фестиваля «горных фильмов»), «Жизнь в прыжке» (2005, победитель международного фестиваля спортивного кино в Красногорске).
С сентября 2011 работает на радиостанции «Шансон» — изначально вёл программу «Обратный отсчёт», в настоящее время работает ведущим авторской рубрики «Мастер спорта».
С ноября 2015 года являлся комментатором тяжёлой атлетики, ведущим документального цикла «Рождённые побеждать» на телеканале «Матч ТВ». После 11 передач прекратил сотрудничество с телеканалом: «Я сделал для „Матча“ 11 фильмов. После чего мне даже не сказали „До свидания“. Просто перестали выходить на связь. Ещё полгода и денег не платили. Но с учётом тех долгов, которые есть у „Матч ТВ“, думаю, они на мне начали экономить…». По словам креативного продюсера канала «Матч ТВ» Натальи Билан, фильмы авторства Твалтвадзе просто не удовлетворили руководство по качеству и подаче информации.
После ухода с «Матч ТВ» вернулся к преподавательской деятельности. Сотрудничает с МГУ, факультетом «Высшая школа культурной политики» и Московской международной академией. Читает курс «История мирового спорта». По информации 2020 года, работает спортивным комментатором телеканала «Старт». В 2023 году появился в предматчевой студии на YouTube канале женского гандбольного клуба ЦСКА, а уже в конце марта 2023 стал её ведущим.

### Личная жизнь
Женат, двое детей: дочь — Ксения, сын — Гиви Твалтвадзе (25 мая 1988), ведущий программ «Витамин-завтрак» и «Витамин-шоу» на телеканале ЗОЖ «ЖиВи».

## Отношение любителей спорта
Критику вызывала деятельность Твалтвадзе у болельщиков в Интернете. Сам журналист относится к этому спокойно, негативно высказываясь лишь о человеке, который вёл от его имени блог, содержавший спортивную аналитику, на LiveJournal. Одного из своих Интернет-недоброжелателей Тватвадзе однажды усадил за микрофон и предложил комментировать, через полторы минуты тот начал запинаться и попросил, чтобы от него отстали.

## Награды
- 2003 — Лауреат приза «Комсомольской правды» — «Честная игра»
- 2004 — Приз лучшим теле- и радиожурналистам, освещающим хоккей — «Бронзовый микрофон»
- 2006 — Лауреат премии «Журналистская братия». Премия спортивных журналистов Москвы
- 2009 — Приз лучшим теле- и радиожурналистам, освещающим хоккей — «Золотой микрофон» им. Н. Н. Озерова